# Tifone Rusa
Il Tifone Rusa è stato il più potente tifone a colpire la Corea del Sud dal 1959. È stata la ventunesima depressione tropicale segnalata dal JTWC, la quindicesima tempesta con un nome e il decimo tifone della stagione dei tifoni del Pacifico del 2002. Si è sviluppato il 22 agosto dalla depressione monsonica nell'Oceano Pacifico nordoccidentale, ben a sud-est del Giappone. Per diversi giorni Rusa si è spostata verso nord-ovest, intensificandosi infine in un potente tifone. Il 26 agosto la tempesta si è spostata sulle isole Amami del Giappone, dove ha lasciato 20.000 persone senza elettricità e ha causato due vittime. In tutto il Giappone il tifone ha fatto cadere piogge torrenziali con un picco di 902 mm nella Prefettura di Tokushima.
Dopo essersi leggermente indebolito, Rusa è approdato su Goheung, Corea del Sud, con venti di 140 km/h. È stato in grado di mantenere gran parte della sua intensità a causa dell'aria calda e dell'instabilità di un vicino fronte freddo. Rusa si è indebolito mentre si spostava attraverso il paese, causando forti piogge che hanno raggiunto il picco di 897,5 mm a Gangneung. Un totale di 880 mm in 24 ore nella città ha battuto il record per la più alta precipitazione giornaliera nel paese; tuttavia, le precipitazioni più abbondanti sono state localizzate. Oltre 17.000 case sono state danneggiate e vaste aree di campi coltivati sono state allagate. In Corea del Sud, Rusa ha ucciso almeno 233 persone, diventando il tifone più mortale degli ultimi 43 anni e causando danni per 4,2 miliardi di dollari. Il tifone ha fatto cadere forti piogge anche nella vicina Corea del Nord, lasciando 26.000 persone senza casa e uccidendone tre. Rusa ha anche distrutto vaste aree coltivate nel paese già colpito dalle condizioni di carestia in corso. Il 1º settembre il tifone è poi diventato extratropicale sulla Russia orientale, dissipandosi tre giorni dopo.

## Storia meteorologica

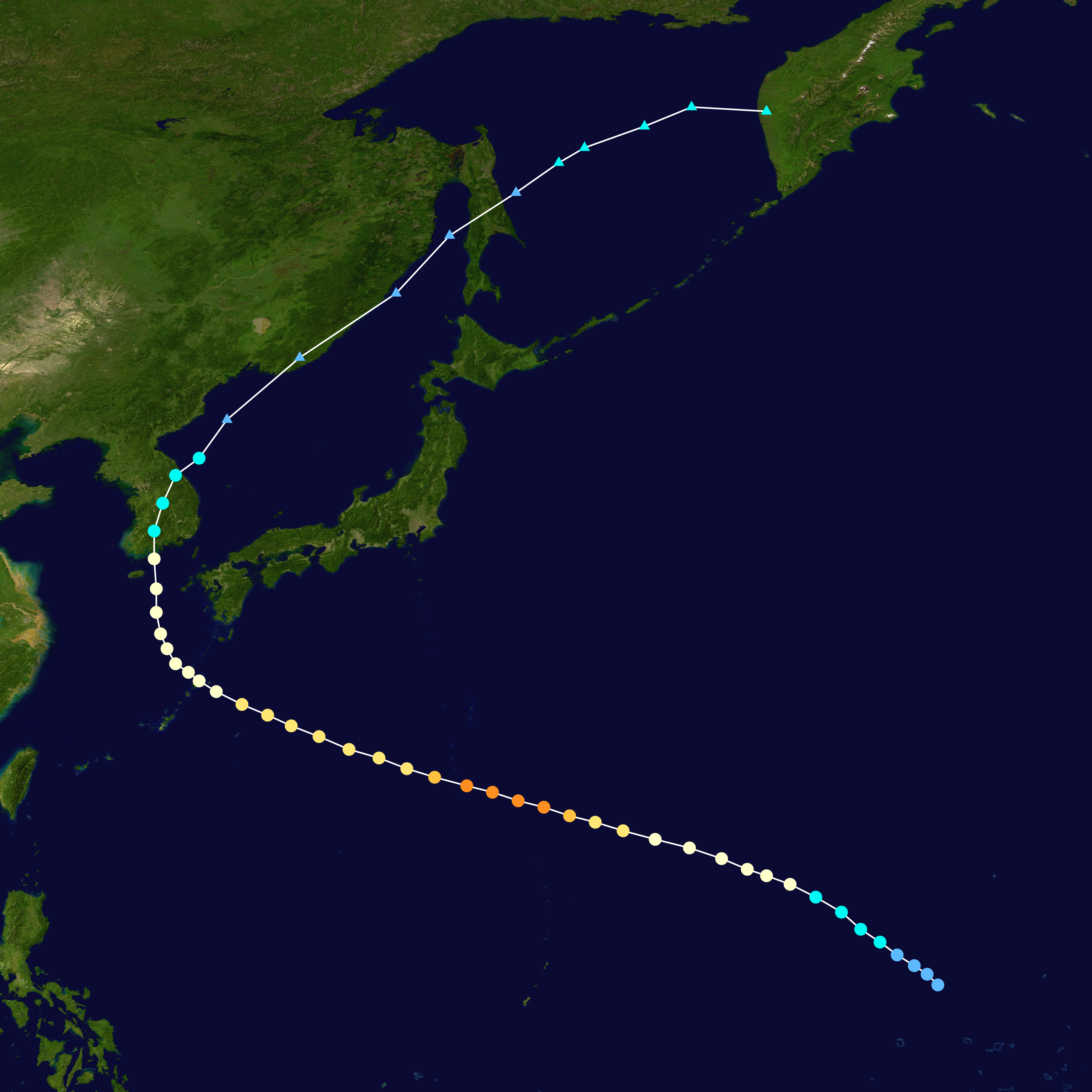
Mappa che traccia la traiettoria e l'intensità della tempesta, secondo la scala Saffir-Simpson

La depressione monsonica ha generato una depressione tropicale il 22 agosto a nord dell'atollo di Bikini e a sud-ovest dell'isola di Wake. Si è spostata verso ovest-nordovest, movimento che manterrà per gran parte della sua durata. All'inizio del 23 agosto si è intensificata nella tempesta tropicale Rusa, circa 1800 km a est di Guam. Alle 18.00 UTC del 25 agosto l'Agenzia meteorologica giapponese (Japan Meteorological Agency - JMA) – che è il centro meteorologico specializzato regionale ufficiale per l'oceano Pacifico occidentale. – ha promosso Rusa a tifone, mentre il sistema era a nord-est delle isole Marianne Settentrionali. Il giorno successivo l'agenzia ha stimato che il tifone avesse raggiunto un picco di vento massimo di 150 km/h. Più o meno nello stesso momento, il Joint Typhoon Warning Center (JTWC) (una task force congiunta tra United States Navy e United States Air Force che emette avvisi di cicloni tropicali per l'Oceano Pacifico occidentale e altre regioni ha stimato venti di punta di 215 km/h.
Mentre era al massimo dell'intensità, Rusa ha colpito l'isola giapponese di Amami Ōshima. Dopo aver mantenuto i venti di punta per circa 12 ore, Rusa si è indebolito leggermente mentre continuava verso ovest-nordovest, ma il 28 agosto la JMA ha nuovamente riferito che il tifone aveva raggiunto venti di 150 km/h. Nonostante le previsioni indicassero un indebolimento, Rusa ha mantenuto la sua intensità mentre passava a sud del Giappone, a causa del gradiente del vento minimo e della temperatura superficiale marina calda fino a 29 °C. Il 29 agosto il tifone si è nuovamente indebolito leggermente mentre passava tra le isole Amami e il Giappone. Successivamente Rusa si è voltato a nord verso la penisola coreana. Aria calda e umida ha soffiato attraverso la penisola prima della tempesta, impedendo un significativo indebolimento, e un fronte freddo in avvicinamento ha contribuito all'instabilità atmosferica. Intorno alle 08:00 UTC del 31 agosto, Rusa è approdato su Goheung in Corea del Sud, con venti di 140 km/h. Secondo il JTWC, Rusa è stato il tifone più potente che ha colpito il paese dal 1959. Il tifone si è rapidamente indebolito mentre attraversava il paese, degenerando in una depressione tropicale all'inizio del 1º settembre. In quel periodo, il JTWC ha emesso il suo ultimo avviso sul sistema. La depressione si è spostata verso nord-est e, dopo aver attraversato il Mar del Giappone, Rusa è diventato extratropicale sul Territorio del Litorale nella Russia orientale alla fine del 1º settembre. I residui extratropicali hanno proseguito verso nord-est e si sono dissipati il 4 settembre sulla penisola della Kamčatka.

## Preparativi e impatto

Rusa vicino alle isole Ryūkyū il 29 agosto

Sebbene i danni siano stati più pesanti in Corea del Sud, il tifone Rusa ha colpito per primo il Giappone. La minaccia della tempesta ha spinto il governo di Okinawa ad annullare un'esercitazione per il disastro sull'isola. Sull'isola, nelle alte maree causate da Rusa sono dispersi due marines degli Stati Uniti; notizie successive includevano i due dispersi nelle vittime dovute alla tempesta. Nelle isole Amami, Rusa ha distrutto sei case, costringendo 38 persone all'evacuazione. La tempesta ha lasciato 20.000 persone senza elettricità e ha causato la cancellazione di diversi voli. I venti hanno raggiunto i 104 km/h a Nomozaki nella Prefettura di Nagasaki. Le piogge sono cadute per sette giorni nel paese, con un picco di 902 mm nella Prefettura di Tokushima. Le precipitazioni più abbondanti sono cadute nella Prefettura di Nara, dove una stazione ha registrato 84 mm in un'ora. Almeno 275 case sono state allagate e 137 case sono state danneggiate. Durante il suo passaggio, Rusa ha ferito 12 persone, di cui 4 in modo grave. Il tifone ha prodotto anche piogge leggere e mareggiate lungo la costa di Taiwan.
Prima che Rusa colpisse la Corea del Sud, la Korea Meteorological Administration (KMA) ha emesso avvisi di alto mare il 29 agosto. Gli aeroporti sono stati chiusi nella parte meridionale del paese, e le dighe hanno lasciato defluire l'acqua per prevenire inondazioni eccessive. Il tifone Rusa ha colpito gran parte della Corea del Sud con forti piogge e forti venti. L'isola di Jeju al largo della costa meridionale del paese ha registrato 660 mm di pioggia, provocando inondazioni improvvise che hanno allagato le auto. Sull’isola, i forti venti hanno abbattuto alberi e lasciato 60.000 persone senza elettricità. Tutte le scuole elementari e medie dell’isola sono state chiuse e i residenti sono rimasti bloccati dopo che le autorità hanno interrotto il servizio di traghetti e aerei. Sulla terraferma sudcoreana i venti hanno raggiunto i 180 km/h. Grandi quantità di precipitazioni sono state segnalate nella provincia di Jeju e lungo la costa meridionale del paese, anche se le precipitazioni più abbondanti sono state segnalate solo in una piccola regione. A Gangneung, situato nella parte orientale del paese, si sono sviluppati forti temporali a causa dell'elevata instabilità derivante dall'aria umida proveniente da est che interagiva con i Monti Taebaek, producendo elevate quantità di precipitazioni. La città ha registrato il totale di precipitazioni più elevato del paese con 897,5 mm, di cui 880 mm osservati in un giorno. Il totale ha rappresentato il 62% delle precipitazioni medie annuali di Gangneung ed è diventata la pioggia giornaliera più alta nella storia del paese, superando di 300 mm il record precedente stabilito nel 1981. Nell'interno della Corea del Sud, i tassi di precipitazione erano considerati pari a un evento in 200 anni.

Il tifone Rusa in avvicinamento alla Corea del Sud il 31 agosto

I danni in Corea del Sud sono stati stimati in 4,2 miliardi di dollari (5,15 trilioni di won). I danni più gravi sono stati a Gangneung, dove sono state allagate circa 36.000 case e 622 edifici militari. Nella base aerea di Gangneung, le inondazioni hanno sommerso 16 caccia a reazione. Lungo la costa, i forti venti hanno danneggiato 640 imbarcazioni e circa 200.000 edifici marittimi, oltre a danneggiare 265 edifici industriali. Le forti piogge hanno lasciato colate di fango nel paese, una delle quali ha coperto dieci auto a Gangneung. Le inondazioni e le frane hanno distrutto le infrastrutture del paese; la tempesta ha distrutto 274 ponti e danneggiato strade e rotaie in 164 località. Rusa ha ucciso 300.000 capi di bestiame e allagato 85.000 ettari di campi coltivati, che rappresentano il 6% dei terreni agricoli del paese, colpendo principalmente frutta e verdura. La tempesta ha causato la conclusione anticipata del torneo di golf Vana H Cup KBC Augusta, e uno stadio destinato ai Giochi asiatici del 2002 è stato danneggiato. In tutto il paese, 88.625 persone sono state costrette a evacuare a causa del tifone, e 17.046 case sono state danneggiate. I forti venti hanno lasciato 1,25 milioni di persone dopo aver abbattuto 24.000 linee elettriche. Ci sono stati 213 morti nel paese e altri 33 dispersi e presunti morti; Ciò ha reso Rusa il tifone più mortale del paese in oltre 43 anni.
Nella vicina Corea del Nord, Rusa ha prodotto venti a 72 km/h e forti piogge che hanno raggiunto i 700 mm nelle aree montuose della provincia di Kangwon; le precipitazioni sono state pari a 530 mm nella contea di Kusŏng. Le piogge hanno causato inondazioni improvvise e aumentato il ruscellamento. Ciò è avvenuto circa un mese dopo che piogge altrettanto forti avevano causato gravi danni nel paese. Le piogge provenienti da Rusa hanno danneggiato e allagato migliaia di case e numerosi edifici pubblici, e hanno distrutto 86.000 tonnellate di campi coltivati; quest'ultimo è stato più significativo a causa delle condizioni di carestia in corso nel paese. I danni sono stati più pesanti nella provincia di Kangwon e il tifone ha colpito quattro province e una città amministrativa. Più di 26.000 persone sono rimaste senza casa nel paese, sebbene il preavviso abbia consentito l'evacuazione. Rusa ha interrotto i trasporti distruggendo 25 km di strade e 24 ponti; tuttavia, la maggior parte dei danni è stata isolata in una piccola regione. Ci sono stati tre morti in Corea del Nord.
Il tifone ha colpito anche l'estremo oriente russo. Sull'isola di Sakhalin, i resti di Rusa hanno fatto cadere forti piogge, l'equivalente di due mesi di precipitazioni medie. Le piogge hanno allagato 350 case, ma non ci sono stati morti nella regione.

## Conseguenze
In seguito alla tempesta, gli edifici danneggiati hanno inquinato i fiumi della Corea del Sud con sostanze chimiche e metalli pesanti. Il paese ha utilizzato 30.000 soldati per assistere nella pulizia e nella riparazione dei danni causati dalla tempesta. Il presidente Kim Dae-jung ha autorizzato finanziamenti di emergenza per gli aiuti da calamità. Gran parte di Gangneung ha perso elettricità e acqua; di conseguenza, sono stati inviati aiuti umanitari ai cittadini colpiti. Dieci giorni dopo che Rusa colpì il paese, le linee elettriche furono ripristinate e i trasporti tornarono alla normalità. Dopo un appello agli altri residenti nel paese, la sezione della Croce Rossa della Corea del Sud ha ricevuto donazioni per 49 milioni di dollari (58 miliardi di won), principalmente dalla parte nord-occidentale del paese. L'agenzia ha fornito 50.680 pasti a 16.919 famiglie, oltre a vestiti e forniture per cucinare. I cittadini hanno raccolto circa 60 milioni di dollari (72,1 miliardi di won) per i soccorsi per la calamità, il totale più alto per un disastro nella nazione. La Croce Rossa cinese ha inviato 20.000 dollari alla Croce Rossa sudcoreana nelle settimane successive alla tempesta. Il 13 settembre il governo sudcoreano ha dichiarato zone disastrate 203 città e contee. dando diritto a 8.714 famiglie che hanno subito danni dalla tempesta a ricevere prestiti governativi. La combinazione dei danni causati dalla tempesta e dalle inondazioni che hanno preceduto la tempesta, ha causato una contrazione dell'economia nazionale durante il terzo trimestre del 2002. Nell'anno fiscale 2003 le compagnie di assicurazione contro i danni hanno registrato un deficit di 300 milioni di dollari, principalmente a causa delle perdite causate dal tifone. I danni ai raccolti di Rusa hanno causato l’aumento del prezzo del riso ai livelli più alti dal 1980. Nell’anno successivo alla tempesta, il governo sudcoreano ha lavorato per ricostruire le strade danneggiate e ha fornito assistenza mensile alle famiglie che avevano perso la casa. Tuttavia, molti cittadini sono rimasti senza casa e hanno trovato domicilio in rifugi temporanei. L'organizzazione non profit "Habitat for Humanity" del paese ha costruito 69 case per le vittime della tempesta nel 2003, anche se si tratta solo di una piccola parte del numero complessivo delle persone colpite. Circa un anno dopo l’impatto di Rusa, anche il tifone Maemi ha colpito la Corea del Sud con venti più forti, causando danni per 3,74 miliardi di dollari e 117 morti. Il totale dei danni è stato inferiore a quello di Rusa, ma più significativo per le aree industriali.
Nella Corea del Nord, la Croce Rossa ha fornito aiuti umanitari ai residenti colpiti dalle inondazioni. Il fondo internazionale di soccorso in caso di calamità dell'agenzia ha fornito 75.000 franchi svizzeri (50.000 dollari). Sono stati ingaggiati i soldati per assistere nelle missioni di ricerca e soccorso, nonché per riparare le infrastrutture danneggiate. A causa dei danni causati dalla tempesta, la Croce Rossa nella Corea del Nord ha distribuito oltre 2,1 milioni di compresse per purificare l’acqua e oltre 11.000 contenitori d’acqua. L'agenzia ha inoltre fornito 32.753 coperte e 4.931 cucine. Dopo la tempesta, le persone rimaste senza casa a causa della tempesta hanno cercato rifugio presso i vicini o nei rifugi. Un’azienda lattiero-casearia sudcoreana ha donato 42.000 lattine di latte artificiale alla Corea del Nord.
Il nome Rusa è stato ritirato dopo il suo utilizzo nel 2002 ed è stato sostituito con Nuri nel 2004.